# Amadou Onana
Amadou Zeund Georges Ba Mvom Onana (ur. 16 sierpnia 2001 w Dakarze) – belgijski piłkarz senegalskiego pochodzenia występujący na pozycji pomocnika w angielskim klubie Aston Villa oraz w reprezentacji Belgii. Wychowanek 1899 Hoffenheim, w trakcie swojej kariery grał także w takich zespołach, jak Hamburger SV oraz Lille.